# Feuerwehr in Deutschland

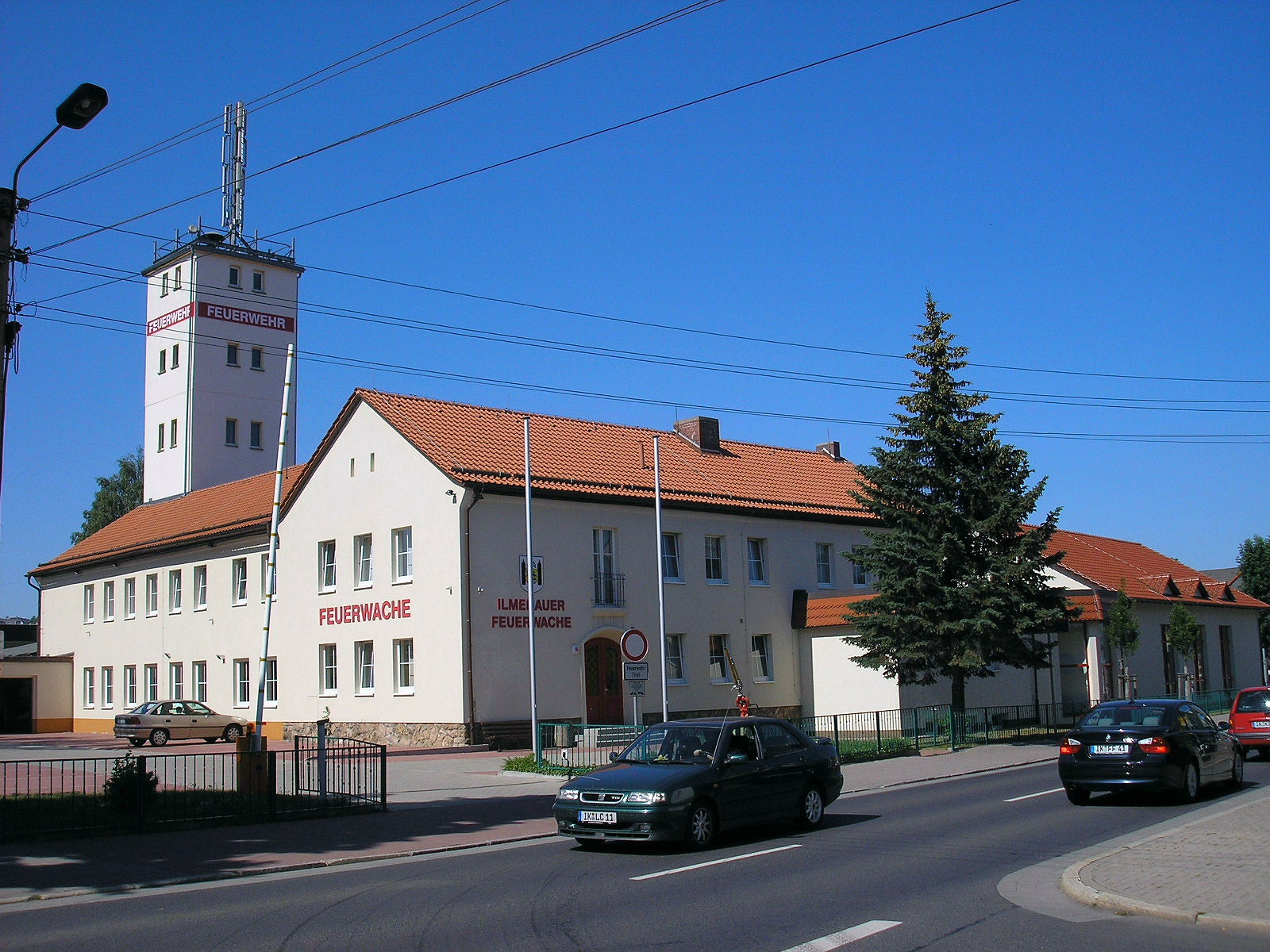
Die Ilmenauer Feuerwache

Die Feuerwehr ist in ganz Deutschland über die Notrufnummer 112 erreichbar. Zentraler Ort für Ausrüstung und Fahrzeuge ist die Feuerwache bzw. das Feuerwehrhaus.
Der Verantwortungsbereich der Feuerwehren wird in Deutschland in der Landesgesetzgebung durch die jeweiligen Feuerwehr-, Brandschutz- bzw. Hilfeleistungsgesetze geregelt. Daneben kann die Feuerwehr als öffentliche Einrichtung auch im Rahmen der Amtshilfe für andere Behörden tätig werden.
Die Tätigkeiten und die Aufgaben eines einzelnen Feuerwehrangehörigen mit anderen im Verbund sind länderübergreifend in den Feuerwehr-Dienstvorschriften (FwDV) festgelegt. Feuerwehren existieren dabei in verschiedenen Organisationsformen. Neben den kommunalen Formen Freiwillige Feuerwehr (deutschlandweit verpflichtend in jeder Gemeinde vorhanden), Berufsfeuerwehr (in 114 Städten zusätzlich zur dortigen Freiwilligen Feuerwehr vorhanden, siehe Liste der deutschen Städte mit einer Berufsfeuerwehr) und der seltenen Pflichtfeuerwehr werden in Betrieben Werk- oder Betriebsfeuerwehren unterhalten.

## Aufgaben
Die Aufgaben der Feuerwehr umfasst den abwehrenden Brandschutz und den vorbeugenden Brandschutz sowie die Hilfeleistung bei Unfällen und Notständen.
Das Einsatzspektrum verschiebt sich besonders bei den Freiwilligen Feuerwehren immer mehr zur Hilfeleistung. Schon jetzt machen die Hilfeleistungen 2/3 aller Einsätze aus.
Im Bereich der Berufsfeuerwehren wird die Sicherstellung des Rettungsdienstes zum Teil noch als Aufgabe mit übernommen.
Die Feuerwehren vieler Städte und Gemeinden bieten für die verschiedene Altersklassen eine Brandschutzerziehung an. Die Brandschutzerziehung wird der Altersstufe, Herkunft und dem Bildungsgrad angepasst. Hauptsächlich wird der Umgang mit den Löschmitteln wie z. B. Feuerlöschern, das Absetzen eines Notrufes mit den 5-W-Fragen oder aber auch einfach nur das richtige Verhalten bei Bränden geschult. Die Schulung kann auch schon mit Kindern im Kindergarten durchgeführt werden.

## Organisation

Deutscher Feuerwehrverband

In Deutschland liegt das Feuerwehrwesen in der Gesetzgebungskompetenz der Länder. Während technische Ausstattung und Ausbildung aufgrund bundeseinheitlicher Feuerwehr-Dienstvorschriften und Normen nahezu einheitlich sind, ergeben sich hinsichtlich Organisation und Finanzierung zahlreiche Unterschiede. Von daher ist es nahezu unmöglich, von der „Feuerwehr in Deutschland“ zu sprechen. Es ist vielmehr erforderlich, die Feuerwehr in den einzelnen Bundesländern zu betrachten.
Die Feuerwehren sind über ihre Stadt-, Kreis- und ggf. Bezirksfeuerwehrverbände in den Landesfeuerwehrverbänden der 16 Bundesländer organisiert. Die nationale Dachorganisation ist der Deutsche Feuerwehrverband, dem die Bundesgruppen Berufsfeuerwehr und die Bundesgruppe Werkfeuerwehr angegliedert sind. Für die Jugendfeuerwehren ist die Dachorganisation die Deutsche Jugendfeuerwehr.

### Freiwillige Feuerwehr
| Gott zur Ehr’ | – dem Nächsten zur Wehr[3] |

#### Mitgliedschaft
Die Mitgliedschaft in der Freiwilligen Feuerwehr steht grundsätzlich jedem offen. Bei den Freiwilligen Feuerwehren ist allerdings nur der Ein- und Austritt freiwillig, alle anderen Tätigkeiten sind verpflichtend, Regelungen über allgemeine Voraussetzungen sind vom Gesetzgeber nicht vorgeschrieben. Jedoch gibt es für die einzelnen Abteilungen in der Freiwilligen Feuerwehr gewisse Voraussetzungen, die für eine Aufnahme erfüllt sein müssen. Über die Mitgliedschaft in der Freiwilligen Feuerwehr entscheidet die Gemeinde als Träger der Feuerwehr.
Eine Freiwillige Feuerwehr muss nicht nur aus freiwilligen Kräften bestehen. Neben den freiwilligen Kräften (ehrenamtliche Einsatzkräfte) gibt es in einigen Feuerwehren auch hauptamtliche Kräfte. Durch die hauptamtlichen Kräfte wird aus der Freiwilligen Feuerwehr keine Berufsfeuerwehr. Die hauptamtlichen Kräfte sind Angestellte oder Kommunalbeamte der Gemeinde oder Stadt, je nach Landesgesetz. Sie übernehmen meist die Funktion eines Gerätewartes oder Führungsfunktionen in der Feuerwehr, aber in erster Linie sollen sie die Tagesbereitschaft in den Gemeinden sicherstellen.

#### Abteilungen
Die Freiwillige Feuerwehr ist in verschiedene Abteilungen unterteilt und wird von einem Abteilungsleiter geführt. Diese sind aber alle dem Leiter der Feuerwehr unterstellt. Dazu führt der Leiter der Feuerwehr die Einsatzabteilung und häufig auch die Alters- und Ehrenabteilung selbst.

##### Kinderfeuerwehr
Die Kinderfeuerwehr als eigenständige Abteilung ist in der Gesetzgebung noch relativ neu. Diesen Ansatz gab es in einigen Bundesländern schon vorher, nur unter anderen Bezeichnungen, z. B. junge Brandschutzhelfer. Ziel der Kinderfeuerwehr ist es, Kinder schon früh für die Feuerwehr zu begeistern und in spielerischer Art und Weise eine Brandschutzerziehung durchzuführen, wobei die spielerische Art und Weise hier im Vordergrund steht und nicht der Feuerwehrdienst. Ein Mindesteintrittsalter ist gesetzlich nicht vorgegeben. Es gibt nur eine Empfehlung, die Kinderfeuerwehr mit sechs Jahren zu beginnen.

##### Jugendfeuerwehr
Die Jugendfeuerwehr ist für Kinder und Jugendliche von 10 bis 18 Jahre gedacht, dies kann von Bundesland zu Bundesland aber unterschiedlich sein. Hier steht auch die Brandschutzerziehung im Vordergrund. Es werden aber auch die ersten Grundlagen für den Dienst in der Einsatzabteilung vermittelt. Diese Grundlagen werden in Wettkämpfen auf Gemeinde-, Kreis-, Landes- und Bundesebene auf Handlungssicherheit und Schnelligkeit gegeneinander gemessen.
Die Jugendlichen können in der Jugendfeuerwehr auch die Jugendflamme ablegen. Sie wird in drei Stufen verliehen und spiegelt den Ausbildungsstand der Jugendlichen wider. Die höchste Auszeichnung ist in der Jugendfeuerwehr die Leistungsspange.

##### Einsatzabteilung
Zur Aufnahme in die Freiwillige Feuerwehr muss eine körperliche und geistige Eignung vorhanden sein. Je nach Gesetzeslage und örtlichen Gegebenheiten (Ausrüstung) kann ein ärztliches Attest, eine arbeitsmedizinische Vorsorgeuntersuchung nach G26.3 (für Atemschutzgeräteträger) und/oder ein Führungszeugnis verlangt werden.
Der aktive Dienst kann in einigen Ländern schon mit 16 Jahren beginnen (i. A. außerhalb des Gefahrenbereiches), in anderen Ländern erst ab 18 Jahren; wobei der Einsatz als Atemschutzgeräteträger grundsätzlich erst ab dem vollendeten 18. Lebensjahr erlaubt ist. Da der Dienst körperlich sehr viel abverlangt, gibt es auch bei Freiwilligen ein bestimmtes Höchstalter für den Einsatzdienst. Meist endet er mit dem Erreichen des 60. oder 65. Lebensjahres.

##### Alters- und Ehrenabteilung
Nach Ausscheiden aus dem aktiven Dienst wechseln ehrenamtliche Angehörige der Einsatzabteilung größtenteils in eine Alters- und Ehrenabteilung. Neben den Kameraden, die aus der Einsatzabteilung wechseln, sind hier auch Mitglieder der Freiwilligen Feuerwehr, die wie z. B. körperlich für den Dienst in der Einsatzabteilung aufgrund einer Behinderung nicht geeignet sind oder aufgrund eines Umzuges aus dem Ort nicht mehr als Einsatzkraft zur Verfügung stehen oder als Ehrenmitglieder aufgrund von besonderen Verdiensten ernannt wurden.

#### Ausbildung
Da die Feuerwehren einerseits effektiv und professionell arbeiten sollen, andererseits auch der Selbstschutz nicht zu kurz kommen darf, ist eine gute Ausbildung notwendig. Der größte Teil der Ausbildung erfolgt in der eigenen Feuerwehr. Die Ausbildung für jeden Feuerwehrangehörigen beginnt mit dem Lehrgang Truppmann Teil I (dem „Grundlehrgang“) und richtet sich nach den Vorgaben der Feuerwehr-Dienstvorschrift 2. Die Aus- und Weiterbildungen werden auf Gemeinde- oder Kreisebene sowie an den Landesfeuerwehrschulen durchgeführt.
Um den Ausbildungsstand auf einem hohen Niveau zu halten, ist eine kontinuierliche Weiterbildung bzw. Wiederholung erlernter Sach-/Fachkenntnisse und Fertigkeiten notwendig. Die Übungssituationen sollten dabei möglichst realistisch sein.
Dies lässt sich leider oft nur schwer realisieren, da sich nicht immer so leicht Übungsobjekte, die man einfach anzünden, oder Fahrzeuge, die man einfach zerschneiden kann finden lassen. So bleiben die meisten Übungen nur ein Trockentraining, das den Feuerwehrleuten in Fleisch und Blut übergehen muss, um im Ernstfall richtig entscheiden zu können. Nur in wenigen Fällen können sogenannte Heißübungen durchgeführt werden; diese sind jedoch sehr wichtig, um Feuerwehrpersonal an den Umgang mit dem Feuer zu gewöhnen. Neben dieser praktischen Aus- und Fortbildung gehört auch ein entsprechend umfassendes theoretisches Wissen zu den notwendigen Grundlagen des Feuerwehrdienstes.

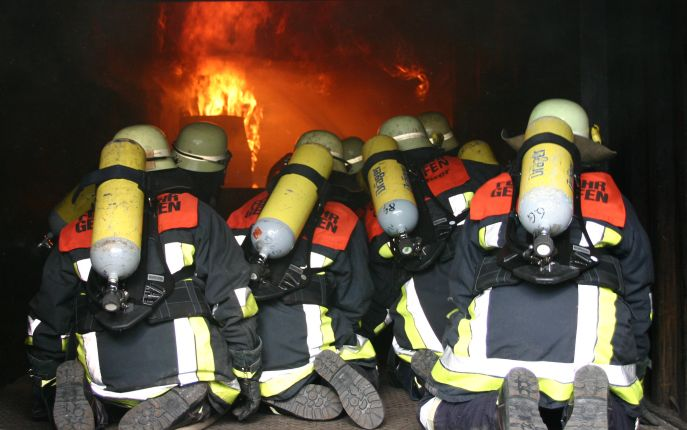
Feuerwehrangehörige bei einer „heißen“ Übung im Brandcontainer

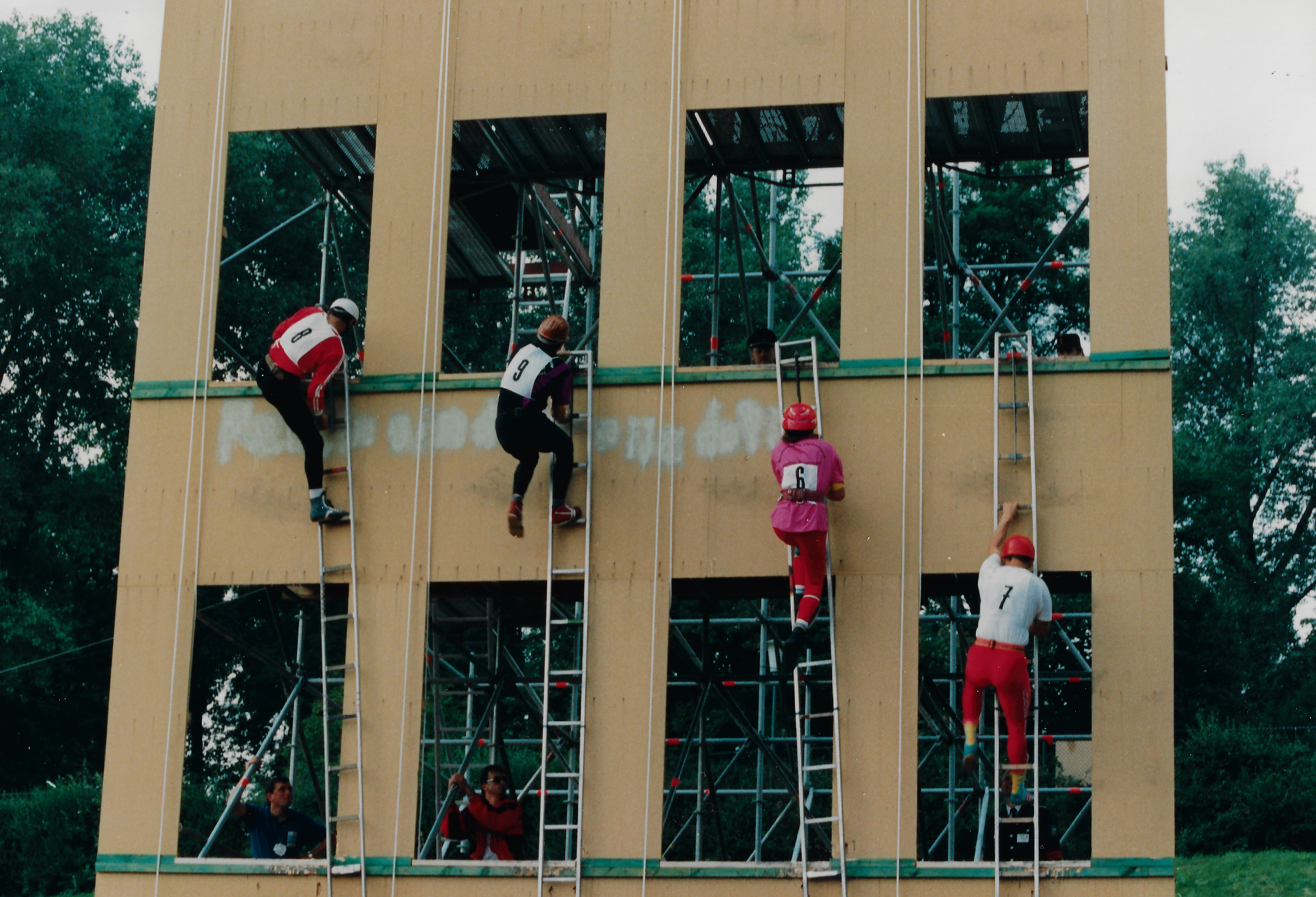
X. Internationale Feuerwehrsportwettkämpfe des CTIF 1993 in Berlin, Disziplin Hakenleitersteigen – Freiwillige Feuerwehren

Durch die verstärkte Technisierung der gesamten Gesellschaft ist die Art der Einsätze wesentlich komplizierter geworden. So werden immer mehr Spezialisten benötigt. Aus diesem Grund bilden sich in manchen Feuerwehren Schwerpunkte heraus, wie zum Beispiel im Gefahrstoffabwehr oder im Strahlenschutz. Diese Feuerwehreinheiten können durch ihre spezifischen Fachkenntnissen Unterstützung leisten.

#### Feuerwehrsport
Einige Feuerwehrleute der Freiwilligen Feuerwehr treffen sich neben der Übung und Einsatz z. B. auch zum Fußballspielen und nehmen auch an Turnieren teil.

##### Einsatzabteilung
Teilweise werden Feuerwehrleistungswettbewerbe durchgeführt. Dabei ist zwischen Leistungsabzeichen, die sich an den Dienstvorschriften zur Abarbeitung eines Löscheinsatzes oder Technischer Hilfeleistung anlehnen und eher sportlich orientierten Wettkämpfen zu unterscheiden. Sie werden bis zur „Ebene“ Weltmeisterschaft durchgeführt.
Seit dem Jahr 2010 können Angehörige einer Feuerwehr das Deutsche Feuerwehr-Fitness-Abzeichen (DFFA) erwerben. Das DFFA wird durch, von der Deutschen Feuerwehr-Sportföderation e. V. autorisierte Abnahmeberechtigte, abgenommen.

##### Jugendfeuerwehr
Bei der Jugendfeuerwehr ist der Bereich Wettbewerbe in mehrere Sparten unterteilt. Es existiert der Bundeswettbewerb, der auf Bundesebene mit der Deutschen Meisterschaft gleichzusetzen ist, bei dem sich die Mannschaften über Kreis- und Landesebene (ggf. auch Bezirksebene) qualifizieren. Ebenfalls als Deutsche Meisterschaft gilt die Qualifikation für den Internationalen Wettbewerb der Bundesentscheid. Diese Bundesentscheide zählen im jährlichen Wechsel zu den Veranstaltungshöhepunkten der Deutschen Jugendfeuerwehr, da dort mehrere Dutzend Teams aus ganz Deutschland gegeneinander antreten.
Neben den Wettbewerben gibt es auch Leistungsnachweise, in denen DJF-Mitglieder ihre Lernerfolge demonstrieren können. Dies sind die Leistungsspange sowie die Jugendflamme Stufe I bis III.

#### Gliederung der Freiwilligen Feuerwehr
Das Brandschutzwesen und damit die Organisation der Feuerwehr unterliegt in Deutschland wie schon oben erwähnt der Gesetzgebung der Bundesländer. Daher unterscheidet sich die Organisation auch der Freiwilligen Feuerwehr in den einzelnen Bundesländern teilweise beträchtlich. Grundsätzlich lehnt sich die Gliederung der Freiwilligen Feuerwehr jedoch an die jeweilige Struktur der kommunalen Gebietskörperschaften (Städte, Gemeinden, Verbandsgemeinden usw.) an. Dabei hat jede Kommune eine Freiwillige Feuerwehr, die jedoch meist an mehreren Standorten vertreten ist. Die personelle und materielle Ausrüstung z. B. mit Feuerwehrfahrzeugen richtet sich dabei nach dem vor Ort im Zuständigkeitsbereich des jeweiligen Feuerwehrstandortes befindlichen Gefahrenpotentials aus Einwohnerzahl, Industrie- und Gewerbebetrieben und Verkehrsinfrastruktur (z. B. Landstraßen oder Autobahnen). In manchen Bundesländern ist hieraus ein sogenannter Brandschutzbedarfsplan zu erstellen, aus dem sich unter Berücksichtigung der Hilfsfrist die Mindeststärke der Feuerwehr ergibt. In anderen Bundesländern sind Mindeststärkeverordnungen eingeführt, die die Ausrüstung der Feuerwehr landesweit regeln. Die Ausrüstung der Freiwilligen Feuerwehren reicht dabei von Standorten mit einem Löschfahrzeug für eine Löschgruppe bis zu Standorten, die personell und materiell weit über der Stärke eines Löschzuges ausgerüstet sind.

#### Landwirtschaftliche Kooperationspartner
Es existieren bereits seit den 1950er Jahren private sowie staatlich geforderte Kooperationen zwischen Freiwilligen Feuerwehren und Landwirtschaftsbetrieben. Das betrifft insbesondere die Zusammenarbeit im ländlichen Raum bei Vegetationsbränden. Im Feuerlöschwesen der ehemaligen DDR war es im Rahmen des vorbeugenden Brandschutzes beispielsweise Pflicht, unter bestimmten Voraussetzungen einen Pflug sowie Wasserwagen und eine Zugmaschine am Feldrand vorzuhalten, um zur Gefahrenabwehr sofort auf Brände der Vegetation, aber auch der eingesetzten Erntemaschinen reagieren zu können. Es war zum Beispiel geregelt, dass beim Ernteeinsatz von mehr als zwei Mähdreschern 3000 Liter Löschwasser und ein Pflug zum Anlegen von Brandschneisen bereitzuhalten sind. Beim Einsatz von mehr als fünf Mähdreschern waren 5000 Liter Wasser und zwei Pflüge bereitzuhalten. Eine Wiedereinführung dieser beziehungsweise ähnlicher Regelungen wurde 2009 in Sachsen-Anhalt diskutiert, wurde aber vom damaligen Staatssekretärs im Ministerium des Innern Rüdiger Erben als unverhältnismäßig bezeichnet.
Im Landkreis Nürnberger Land begannen die Freiwilligen Feuerwehren im Sommer 2022 mit dem Aufbau eines Kooperationsnetzwerks unter Beteiligung örtlicher Landwirte, die bei Vegetationsbränden mit Löschwasser aus Güllefässern unterstützen und mit Pflügen und Grubbern Schneisen ziehen, um Brände gezielt einzudämmen. Daneben gibt es die Initiative „Red Farmer“ des Kreisfeuerwehrverbandes Main-Spessart e. V., die darauf abzielt, Landwirte besser in die Gefahrenabwehr einzubinden. Im Juli 2022 waren bereits mehr als 60 Landwirtschaftsbetriebe Teil dieser Initiative. Im Landkreis Coburg kooperieren die Freiwilligen Feuerwehren mit der im Mai 2023 gegründeten Initiative Löschende Landwirte, welche unbürokratisch und unentgeltlich ihre Ausrüstung zur Verfügung stellen. Der Bayerische Bauernverband (BBV) unterstützt diese Initiative.

### Berufsfeuerwehr
In Deutschland ist es in den Brandschutzgesetzen der einzelnen Bundesländer geregelt, unter welchen Bedingungen eine Berufsfeuerwehr einzurichten ist. Die Verpflichtung einer Kommune zur Unterhaltung einer Berufsfeuerwehr richtet sich entweder nach der Einwohnerzahl oder dem Status einer Stadt (z. B. Kreisfreie Stadt in Nordrhein-Westfalen). In einigen Bundesländern ist eine Grenze von 100.000 Einwohnern festgelegt (z. B. in Hessen, Thüringen und Baden-Württemberg). Allerdings unterhalten einerseits auch einige Städte eine Berufsfeuerwehr, obwohl sie dazu gesetzlich nicht verpflichtet wären (z. B. Gießen, Lünen, Eisenach, Minden, Cuxhaven oder Iserlohn).

### Werkfeuerwehr
Eine Werkfeuerwehr ist in Deutschland eine Feuerwehr, welche im Sinne der Gesetze nicht öffentlich ist. Werkfeuerwehren sind staatlich angeordnete oder staatlich anerkannte Feuerwehren. Die Angehörigen von Werkfeuerwehren sind hauptberufliche Kräfte und/oder nebenberufliche Kräfte, die primär einer anderen Aufgabe in dem zu schützenden Betrieb nachgehen und im Einsatzfall alarmiert und von ihrer Tätigkeit freigestellt werden. Dementsprechend kann eine Werkfeuerwehr wie eine Berufsfeuerwehr organisiert sein, wenn vorhanden ergänzt und unterstützt von nebenberuflichen Kräften, oder analog einer Freiwilligen Feuerwehr. Die Hauptaufgabe der Werkfeuerwehren besteht überwiegend in der Sicherstellung des Brandschutzes in großen Industriebetrieben. Sie müssen bezüglich Aufbau, Ausbildung und Ausrüstung den Erfordernissen sowohl der zu schützenden Betriebe als auch der öffentlichen Feuerwehr entsprechen.
Werkfeuerwehren sind spezialisiert auf die in ihrem Unternehmen zu erwartenden Einsätze. So sind zum Beispiel Flughafenfeuerwehren speziell für die Brandbekämpfung an Flugzeugen ausgelegt. Entsprechend den Auflagen durch die Aufsichtsbehörden dürfen die Werkfeuerwehren auch außerhalb des Werkgeländes auf Anforderung eingesetzt werden.
Öffentliche Feuerwehren (Berufs-, Pflicht- und Freiwillige Feuerwehren) bilden mit den Werkfeuerwehren die Feuerwehren der Gemeinde. Regelmäßig überprüfen die Aufsichtsbehörden, z. B. in NRW die Bezirksregierungen, den Leistungsstand der Werkfeuerwehren im Regierungsbezirk. Der Werkfeuerwehrverband Deutschland (WFVD) ist ein Zusammenschluss aller deutschen Werkfeuerwehren.
Die Werkfeuerwehren der chemischen Industrie unterhalten gemeinsam mit österreichischen Betriebsfeuerwehren das Transport-Unfall-Informations- und Hilfeleistungssystem TUIS.
Das Aufstellen bzw. Einrichten einer Werkfeuerwehr kann zum einen eine gesetzliche Auflage aufgrund der besonderen Gefahrensituation in einem Betrieb sein oder auch eine freiwillige Einrichtung eines Betriebs, der sich davon eine kürzere Eingreifzeit der Einsatzkräfte im Gegensatz zur öffentlichen Feuerwehr erhofft und damit ggf. durch das schnelle Handeln eine große Kostenersparnis durch minimierte Ausfallzeiten von Maschinen bei einem Schadensfall.

### Betriebsfeuerwehr
Betriebsfeuerwehren sind im Gegensatz zu den Werkfeuerwehren keine verordneten oder staatlich anerkannten Feuerwehren, sondern begründen sich auf freiwilliger Basis des Betriebes.

### Pflichtfeuerwehr
Da jede Gemeinde dazu verpflichtet ist, für den Brandschutz und die allgemeine Hilfe zu sorgen, kann es vorkommen, dass Bürger zum Dienst in der Feuerwehr verpflichtet werden, wenn sich nicht genug freiwillige Helfer finden. Diese Feuerwehr wird Pflichtfeuerwehr bezeichnet.
Bis zum Jahr 1995 war es in einigen Gemeinden auch möglich, eine Feuerwehrabgabe für alle männlichen Einwohner zu erheben, die nicht Mitglied der Feuerwehr waren.

### Bundeswehrfeuerwehr
Die Bundeswehr unterhält im Organisationsbereich Bundesamt für Infrastruktur, Umweltschutz und Dienstleistungen der Bundeswehr (BAIUDBw) ein eigenes Brandschutzamt der Bundeswehr mit 58 Feuerwehren (Stand: 2020) bundesweit. Die Bundeswehrfeuerwehr ist eine für die Bundeswehr speziell aufgestellte Feuerwehr, die für den abwehrenden Brandschutz und der Technischen Hilfeleistung bei Dienststellen der Bundeswehr im In- und Ausland verantwortlich ist, bei denen Auftrag, besonderes Gefahrenpotential oder Gründe des Verschlusssachen- oder Sabotage -Schutzes die Vorhaltung einer eigenen Schutzeinheit erfordern.

## Geschichte

### Gründung von Feuerwehren

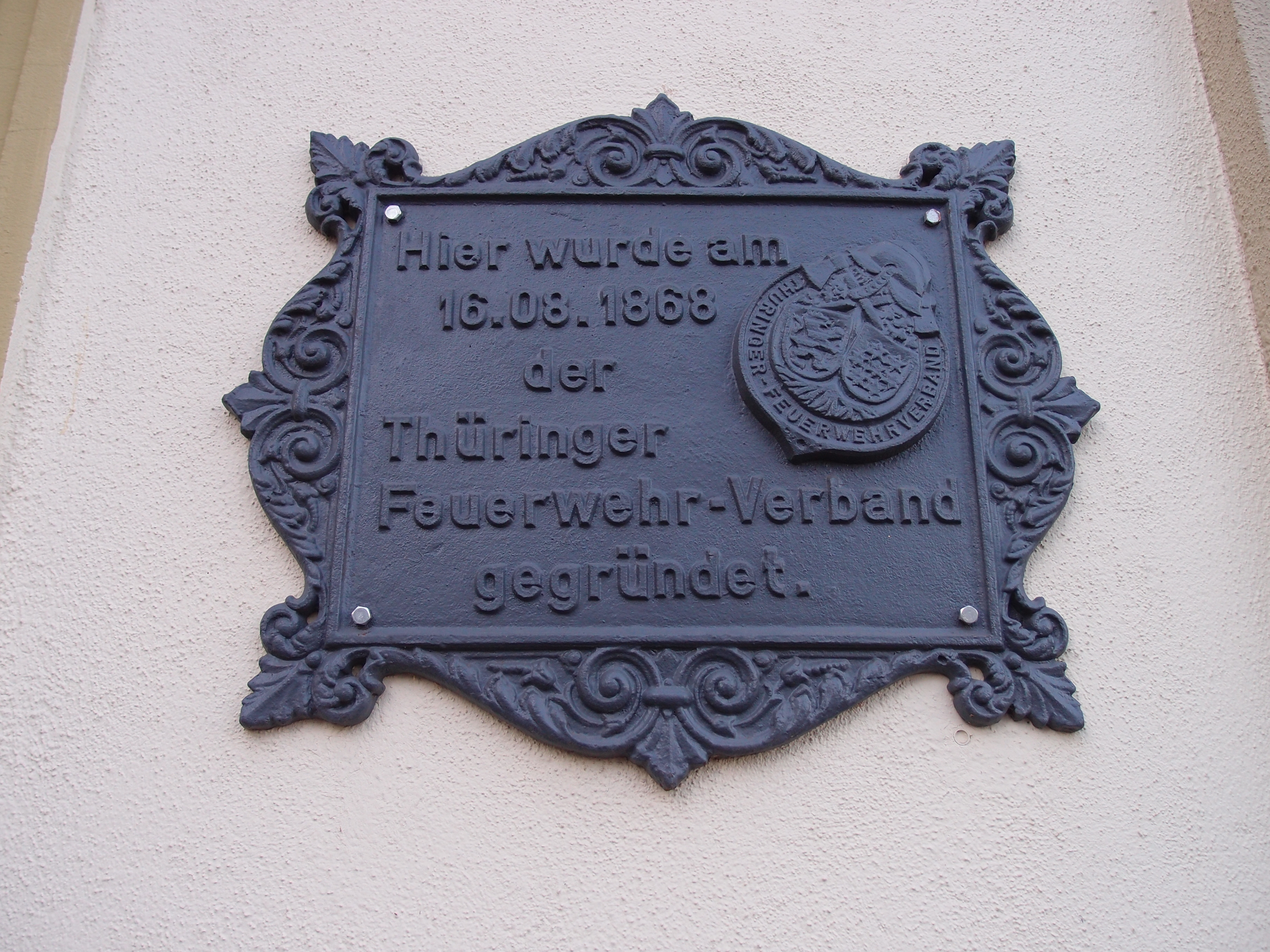
Gedenktafel zur Gründung des Thüringer Feuerwehr-Verbandes 1868 in Jena, Hotel Schwarzer Bär.

Durch die beginnende Politikverdrossenheit Mitte des 19. Jahrhunderts in der Zeit des Biedermeiers und die sich bildenden Turnervereine entstanden auch um die 1850er die ersten Freiwilligen Feuerwehren. Diese nannten sich meist Freiwillige Rettungsschar oder – wie 1846 in Karlsruhe Pompier-Corps. Eine der ältesten Feuerwehren auf dem Gebiet der heutigen Bundesrepublik ist die 1811 gegründete Feuerwehr der Kreisstadt Saarlouis im heutigen Saarland. Der Begriff „Feuerwehr“ wurde erstmals im Jahr 1847 im Kontext des Theaterbrands in Karlsruhe als Abwandlung des militärischen Begriffes „Landwehr“ verwendet.
Die Ausrüstungen dieser Scharen waren meist selbst bezahlt und bestanden aus nicht viel mehr als einer Uniform, Mützen und ein paar Stiefeln. Erst zu diesem Zeitpunkt setzten sich der Einsatz von technischem Gerät (wie Feuerspritzen des Ingenieurs Carl Metz) und geübte Methoden von Brandbekämpfung und Logistik durch. Hier war Christian Hengst aus Durlach Wegbereiter.
Durch die sich entwickelnde Industrialisierung Ende des 18. Jahrhunderts in Europa stieg die Gefahr durch Großbrände in den Industrieanlagen erheblich. Auch durch die Verschärfung der sozialen Frage stieg die Brandgefahr, da durch die beschränkten Platzverhältnisse in den Wohnungen der Arbeiter die Brandgefahr durch Öfen und Feuerstellen erheblich stieg.
Die erste Berufsfeuerwache in Deutschland wurde im Jahr 1851 in der Großen Hamburger Straße 13/14, Berlin-Mitte, ihrer Bestimmung übergeben. Anfänglich zogen Pferdegespanne Kutschen, die um die Jahrhundertwende auf Automobilbetrieb umgestellt wurden.
Anfang der 1870er Jahre bildeten sich in den Betrieben und Firmen freiwillige Fabrikfeuerwehren, die meist von den Fabrikbesitzern unterstützt und finanziert wurden.
Bis zum Ende der 1920er Jahre gab es ein ähnlich vielfältiges Feuerwehrleben, wie es dies heutzutage gibt.

### Feuerwehr in der Zeit des Nationalsozialismus
Nach der Machtergreifung der Nationalsozialisten verkündete die preußische Regierung am 28. Dezember 1933 das Gesetz über das Feuerlöschwesen (FLG – Feuerlöschgesetz). Es trat mit Wirkung vom 1. Januar 1934 in Kraft. Obwohl es diese Bezeichnung offiziell nicht gab, hat sich zu dieser Zeit die Bezeichnung Feuerlöschpolizei durchgesetzt. Vielerorts wurde dieses Gesetz als ein wesentlicher Schritt zur Vereinheitlichung des Feuerlöschwesens in Preußen begrüßt. Das infolge des im Jahre 1931 erlassenen Polizeiverwaltungsgesetzes zur Neuregelung des Feuerlöschwesens wurde sogar als notwendig begriffen, um bestehende Regelungslücken im Recht des Feuerlöschwesens zu schließen. Die Feuerwehren wurden bereits durch das Feuerlöschgesetz zur Kriegsvorbereitung instrumentalisiert.

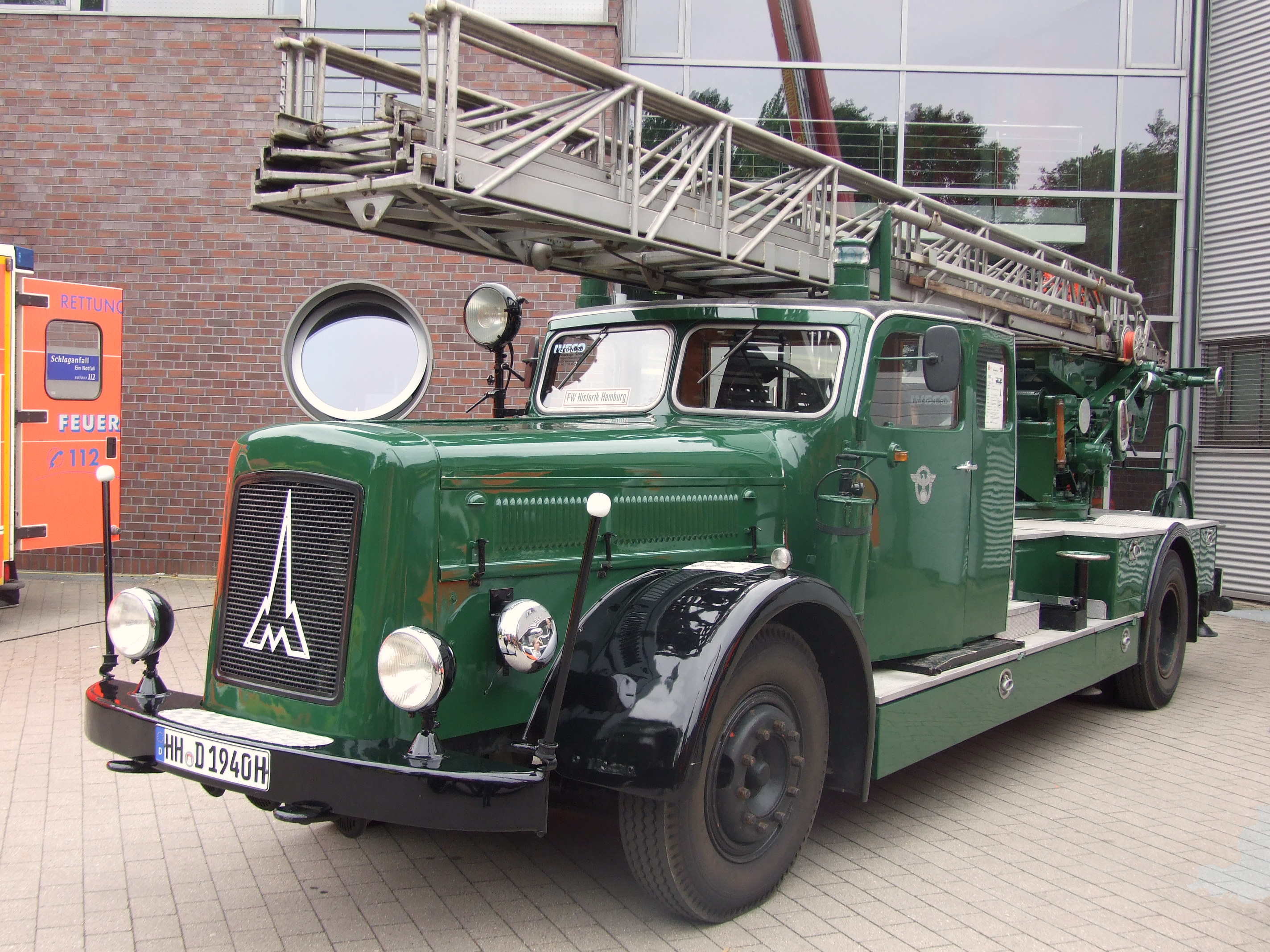
Die ab 1940 gebauten Feuerwehrfahrzeuge waren in Polizei-Tannengrün (RAL 6009) lackiert. Diese Magirus-Kraftfahrleiter 26 (Meter) mit Dieselmotor (125 PS) wurde 1941 an die Feuerschutzpolizei Neumünster geliefert.

Das Reichsgesetz über das Feuerlöschwesen vom 23. November 1938 bildete den Schlussstein für die seit 1933 von den Nationalsozialisten durchgeführte Einbindung des deutschen Feuerlöschwesens in die Polizei. Berufsfeuerwehren wurden im Deutschen Reich nun als Feuerschutzpolizei bezeichnet. Das Reichsfeuerlöschgesetz wurde in der Präambel unter anderem mit der wachsenden Bedeutung des Feuerlöschwesens für den Luftschutz begründet. Mit diesem Gesetz wurde im Jahr 1938 ebenfalls die Normierung vereinheitlicht und die heute verwendete Storz-Kupplung für Schläuche und Armaturen reichsweit eingeführt. Bis dahin verwendeten die Feuerwehren der einzelnen Länder Kupplungen unterschiedlicher Normen, was eine Zusammenarbeit erschwerte, da sie nicht zusammenpassten.

### Feuerwehr in der Nachkriegszeit
Nach Kriegsende bauten die wenigen verbliebenen Feuerwehrleute, mit Genehmigung der Besatzungsmächte den Feuerschutz wieder auf. Zunächst verloren gegangenes Gerät tauchte wieder auf und auch die Besatzungsmächte gaben später aus ihren Beständen Geräte an die Feuerwehren ab.

### Feuerwehr in der DDR
Am 18. Januar 1956 verkündete die DDR ihr erstes Brandschutzgesetz. Darin wurde das Feuerwehrwesen in folgende Bereiche eingeteilt:
- Zentrale Brandschutzorgane: Dazu gehörten die Hauptabteilung Feuerwehr in der Hauptverwaltung Deutsche Volkspolizei; die Abteilung Feuerwehr in den Bezirksbehörden Deutsche Volkspolizei mit den ihnen direkt unterstellten Brandschutzinspektionen und die Abteilungen Feuerwehr in den Volkspolizeikreisämtern mit den ihnen unterstellten Brandschutzinspektionen und Feuerwehrkommandos.

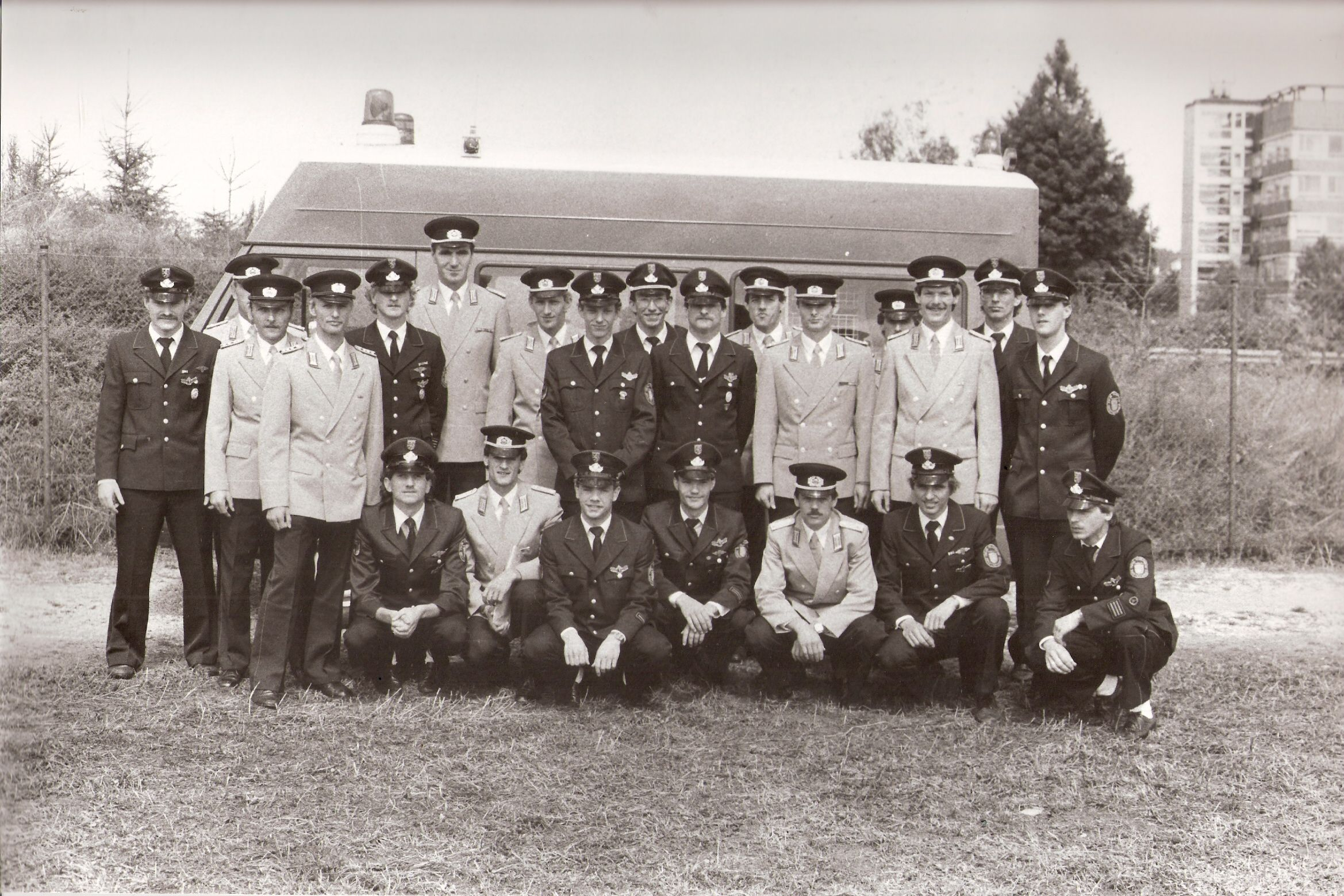
21. Juli 1985: Die DDR-Feuerwehr-Nationalmannschaft der Berufsfeuerwehren (helle Uniformen) und die einzige Sportwettkampf-Mannschaft des Deutschen Feuerwehrverbandes, die FF Beselich-Obertiefenbach (dunkle Uniformen)

- Örtliche Brandschutzorgane: Dazu gehörten in den Städten und Gemeinden sowie Einrichtungen: Die Freiwilligen Feuerwehren, die Pflichtfeuerwehren und die Brandschutzverantwortlichen sowie andere mit Brandschutz beauftragten Personen.
- Betriebliche Brandschutzorgane: Dazu gehörten die in den Industrie- und Landwirtschaftsbetrieben, Verwaltungen und sonstigen Einrichtungen eingerichteten Berufsfeuerwehren, Freiwilligen Feuerwehren und Pflichtfeuerwehren sowie Brandschutzverantwortlichen und die vom Brandschutz beauftragten Personen.

Am 19. Dezember 1974 wurde das Gesetz über den Brandschutz in der DDR (Brandschutzgesetz) verabschiedet. In ihm wurden eine neue Definition und eine Aufgabenbeschreibung des Brandschutzgesetzes vorgenommen.
Die Feuerwehren der DDR beteiligten sich bei den alle vier Jahre durchgeführten Internationalen Feuerwehrwettbewerben des Feuerwehrweltverbandes CTIF (Feuerwehrolympiade) stets mit einer Auswahlmannschaft der Berufsfeuerwehren und das mit großem Erfolg. Bei den vom 15. bis 21. Juli 1985 in Vöcklabruck/Österreich stattgefundenen VIII. Internationalen Feuerwehrwettkämpfen des CTIF kam es bereits vier Jahre vor der Wende zu einer deutsch-deutschen Begegnung zwischen der DDR-Auswahlmannschaft und der Sportwettkampfgruppe der Freiwilligen Feuerwehr aus dem hessischen Beselich-Obertiefenbach, die sich auch auf dem Weg zur Abschlussfeier vor dem Stadion trafen und zu einem einzigartigen Foto von deutsch-deutschen Feuerwehrkameraden in ihren Uniformen aufstellten.

## Anzahl Feuerwehren und Mitglieder
Anzahl der Feuerwehren und aktive Mitglieder in Deutschland (Stand 31. Dezember 2020):
| Nr. | Organisationsart                           | Feuerwehren | Feuerwehr- angehörige | davon weiblich |
| --- | ------------------------------------------ | ----------- | --------------------- | -------------- |
| 1   | Freiwillige Feuerwehr (ohne Jugend/Kinder) | 22.020      | 1.006.638             | 105.493        |
| 2   | Jugendfeuerwehr                            | 20.516      | 270.291               | 77.493         |
| 3   | Berufsfeuerwehr                            | 110         | 35.041                | 797            |
| 4   | Werkfeuerwehr                              | 755         | 33.451                | 1.238          |
| 5   | Pflichtfeuerwehr (Stand: 2021)             | 5           | n. b.                 | n. b.          |
|     | Gesamt                                     | 43.406      | 1.345.421             | > 185.021      |

Darüber hinaus gehören zusätzlich mehrere Millionen fördernde (passive) Mitglieder den örtlichen Feuerwehrvereinen an.

## Unfälle
Laut DGUV erlitten im Jahr 2019 insgesamt 4.507 Angehörige der Freiwilligen Feuerwehr meldepflichtige Arbeitsunfälle und 384 Wegeunfälle. Dabei kam es insgesamt zu sechs Todesfällen.
Ursachen sind beispielsweise:
- Atemschutzunfall
- Verkehrsunfall auf der Einsatzfahrt
- Verkehrsunfall auf dem Weg zum Feuerwehrhaus
- Unfall bei Übungen

### Tödliche Atemschutzunfälle seit 1990
Beispiele von tödlichen Unfällen im Umgang mit Atemschutz:
- 6. März 1996 In Köln verliert ein Atemschutzgeräteträger bei einem Kellerbrand, während des Rückzuges, die Orientierung. Er wird bewusstlos und stirbt noch an der Einsatzstelle an Sauerstoffmangel.
- 20. November 1997 Bei der Explosion eines Kesselwagen im Bahnhof Elsterwerda werden zwei Feuerwehrleute verschüttet. Sie erlagen noch an der Einsatzstelle ihren Verletzungen. Vier weitere Feuerwehrangehörige werden verletzt.
- 1998 NRW Ein Toter Feuerwehrmann nach Kreislaufversagen unter PA.
- 23. Januar 1998 Bei einem Kellerbrand in Donaustauf kommt es zu einem extremen Brandphänomen. Der freiwillige Feuerwehrmann Christian Sendlbeck verliert sein Leben. Drei weitere Feuerwehrangehörige erleiden schwere Brandverletzungen.
- 17. Februar 2001 Bei einem Zimmerbrand in Bad Soden stirbt ein 19 Jahre alter Atemschutzgeräteträger.
- 15. August 2003 In Gera stürzt, nach einer Staubexplosion in einem Silo, eine Decke ein. Fünf Feuerwehrkräfte werden verschüttet, zwei können erst nach einer Stunde tot geborgen werden.
- 10. Dezember 2005 In Münchsmünster kommt es zu einer Explosion in einer Chemie-Fabrik. Dabei wird ein Feuerwehrmann getötet und ein weiterer schwer verletzt.
- 17. Dezember 2005 In einem brennenden Fachwerkhaus in Tübingen kommen zwei Atemschutzgeräteträger der örtlichen Freiwilligen Feuerwehr ums Leben, nachdem ihnen von den Flammen der Rückzugsweg abgeschnitten worden war und ihr Schlauch durch den Flammenbeschlag geplatzt ist.
- 20. Mai 2012 In Chemnitz kommt es beim Brand einer Lagerhalle zu einer Rauchgasdurchzündung, wodurch ein 41-jähriger Feuerwehrmann der Berufsfeuerwehr Chemnitz ums Leben kommt.
- 6. Dezember 2015 Bei einem Gebäudebrand in Marne stirbt ein Feuerwehrmann nachdem es in dem Haus zu einem extremen Brandphänomen gekommen war.
- 17. November 2016 Bei der Explosion einer Rohrleitung, bei der BASF in Ludwigshafen am Rhein, kommen vier Angehörige der Werkfeuerwehr BASF ums Leben.
- 8. Februar 2020 In Lienen kommt es zu einer Gasexplosion, wodurch ein 19-jähriger Feuerwehrangehöriger durch eine herabstürzende Decke erschlagen wird.
- 18. Juni 2023 In St. Augustin kommen ein Feuerwehrmann und eine Feuerwehrfrau zusammen im Innenangriff nach mehreren Verpuffungen ums Leben. Fünf weitere Feuerwehrangehörige mussten im Krankenhaus behandelt werden.[24]

## Akzeptanz in der Bevölkerung
Durch die hohe Durchdringung aller Bevölkerungsschichten mit Feuerwehrmitgliedern liegen diese im Vertrauen, das ihnen die Bevölkerung entgegenbringt, immer an Spitzenplätzen gegenüber anderen Berufsgruppen. So führt die Zeitschrift Reader’s Digest alljährlich eine der größten Studien europaweit durch: die Readers Digest European Trusted Brands. So wählten im März 2019 von 7.037 Lesern in Deutschland die Feuerwehrleute als Berufsstand mit dem höchsten Vertrauenswert von 93 Prozent. Die „Trust in Professions-Befragung“ ergibt regelmäßig ähnliche Ergebnisse, so für das Jahr 2017 den Spitzenwert von 96 % und für 2022 93 %.
Zuvor rief in den 1970er Jahren bis Anfang der 1990er Jahre der Deutsche Feuerwehrverband mit seinen untergeordneten Verbänden jährlich zur Durchführung der bundesweiten Brandschutzwoche jeweils unter einem anderen Motto auf, um die Feuerwehr-Akzeptanz in der Bevölkerung zu verbessern.

## Deutsche Erfolge bei Weltmeisterschaften

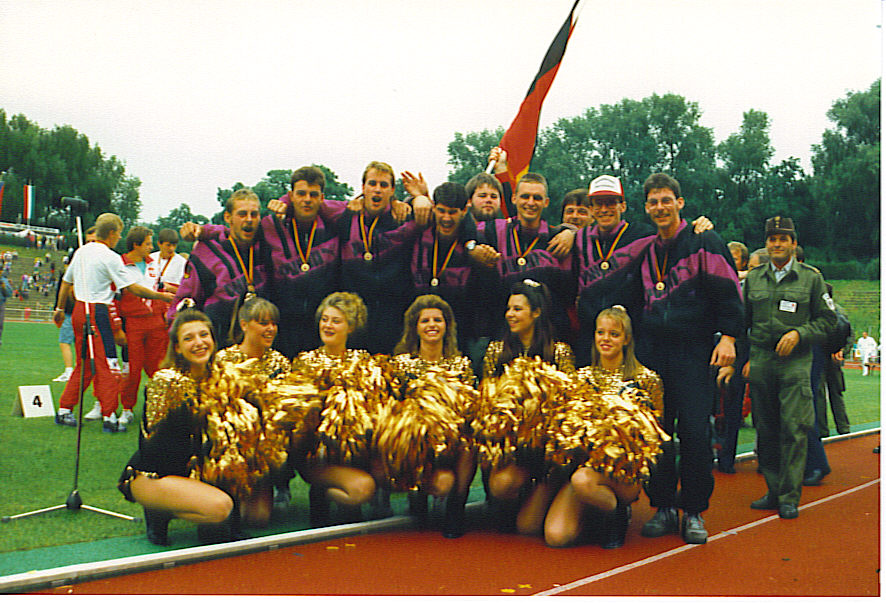
X. Internationale Feuerwehrsportwettkämpfe 1993 in Berlin, Sieger in der Disziplin Löschangriff – FF Beselich-Obertiefenbach

Bei den alle vier Jahre stattfindenden Weltmeisterschaften des Weltfeuerwehrverbandes CTIF wurden folgende deutsche Mannschaften Weltmeister:
| Jahr | Austragungsort | Feuerwehrwettbewerb                                               | Mannschaft                 | Bundesland      |
| ---- | -------------- | ----------------------------------------------------------------- | -------------------------- | --------------- |
| 1973 | Brünn          | Feuerwehrsportwettkämpfe – Löschangriff                           | BF DDR                     |                 |
| 1981 | Böblingen      | Feuerwehrsportwettkämpfe – Löschangriff                           | BF DDR                     |                 |
| 1985 | Vöcklabruck    | Feuerwehrsportwettkämpfe – Löschangriff                           | BF DDR                     |                 |
| 1985 | Vöcklabruck    | Traditionelle Feuerwehrwettbewerbe ohne Alterspunkte              | FF Nidderau-Eichen         | Hessen          |
| 1985 | Vöcklabruck    | Traditionelle Feuerwehrwettbewerbe mit Alterspunkten              | FF Friedrichsthal          | Saarland        |
| 1993 | Berlin         | Feuerwehrsportwettkämpfe – Löschangriff                           | FF Beselich-Obertiefenbach | Hessen          |
| 1993 | Berlin         | Feuerwehrsportwettkämpfe – 4×100-Meter-Feuerwehrstafette          | FF Berlin                  | Berlin          |
| 1993 | Berlin         | Traditionelle Feuerwehrwettbewerbe ohne Alterspunkte              | FF Bundenthal              | Rheinland-Pfalz |
| 1993 | Berlin         | Traditionelle Feuerwehrwettbewerbe mit Alterspunkten              | FF Asendorf II             | Niedersachsen   |
| 1997 | Herning        | Traditionelle Feuerwehrwettbewerbe mit Alterspunkten (Frauen)     | FF Asendorf 2              | Niedersachsen   |
| 2001 | Kuopio         | Feuerwehrsportwettkämpfe – 4×100-Meter-Feuerwehrstafette (Frauen) | FF Muldentalkreis          | Sachsen         |
| 2013 | Mülhausen      | Feuerwehrsportwettkämpfe – Löschangriff                           | FF Team Lausitz            | Brandenburg     |
| 2017 | Villach        | Feuerwehrsportwettkämpfe – Löschangriff                           | FF Märkisch-Oderland       | Brandenburg     |

Diese Weltmeisterschaften werden seit dem Jahr 1961 ausgetragen. Anfangs gab es ausschließlich die Traditionellen Feuerwehrwettbewerbe.
Die Internationalen Feuerwehrsportwettkämpfe werden seit 1973 ausgetragen. Zunächst waren bei den Sportwettkämpfen nur Berufsfeuerwehren (BF) startberechtigt. Ab 1985 waren auch Freiwillige Feuerwehren (FF) zugelassen. In diese Männerdomäne stießen ab dem Jahr 2001 Frauengruppen hinzu.

## Fachzeitschriften
Die erste Feuerwehrpublikation erschien als „Die Deutsche Feuerwehrzeitung, technische Blätter für die deutschen Feuerwehren“ mit Erscheinungsort Stuttgart im Jahr 1860. Nachfolgend entstehen Feuerwehrfachzeitschriften der Landes- und Provinizalfeuerwehrverbände, die in erster Linie den Charakter von Verbandsorganen hatten. Bahnbrechend wirkte 1868 die „Zeitung für Feuerwehrlöschwesen“ in München als Organ des Bayerischen Landes-Feuerwehrverbandes und Organ des Pfälzischen Kreis-Feuerwehrverbandes. Die „Kreis-Feuerwehrzeitung“ des Kreisfeuerwehrverbandes für Unterfranken tritt im Jahr 1873 an die Öffentlichkeit, während die erste Ausgabe der „Nassauischen Feuerwehrnachrichten“ als Organ des Feuerwehrverbandes für den Regierungsbezirk Wiesbaden im Jahr 1875 herausgegeben wurde. Nun schlossen sich eine lange Reihe von überregionalen und regionalen Feuerwehrzeitungen an, die meist monatlich erschienen.
Heute erscheinen Feuerwehrfachzeitschriften „Brandschutz / Deutsche Feuerwehrzeitung“, „Lauffeuer“, „Bevölkerungsschutz-Magazin“, „Crisis Prevention“, „Feuerwehr-Magazin“, „Feuerwehr Fachjournal“, „Feuerwehr Retten Löschen Bergen“, „Notfallvorsorge“, „RETTmobil“, „Rettungs-Magazin“, „RuF – Rettung und Feuerwehr“, „s+s report“, „schadenprisma“, „vfdb-Zeitschrift“ und „WFV-Info“, die ein Verbreitungsgebiet über Deutschland bzw. über den deutschsprachigen Raum haben. Darüber hinaus werden insbesondere länderspezifische Fachzeitschriften herausgegeben: „Brandhilfe“ (Baden-Württemberg und Rheinland-Pfalz), „brandwacht“ und „Florian kommen“ (Bayern), „Feuerwehr aktuell“ (Sachsen), „FEUERWEHReinsatz:nrw“ (Nordrhein-Westfalen), „Feuerwehren in Sachsen-Anhalt“, „Florian Hessen“ sowie „St. Florian“ (Oldenburg). Die Erscheinungsweise dieser Publikationen ist überwiegend monatlich oder vierteljährlich.

## Feuerwehrmuseen
Das Deutsche Feuerwehr-Museum mit Sitz in Fulda ist das Zentrum der Sammlungen der deutschen Feuerwehrgeschichte. Darüber hinaus gibt es weitere, örtliche Feuerwehrmuseen (siehe auch Liste von Feuerwehrmuseen).